# Saint-Simon-de-Rimouski
Pour les articles homonymes, voir Saint-Simon.
Saint-Simon-de-Rimouski est une municipalité située dans la municipalité régionale de comté des Basques dans la région administrative du Bas-Saint-Laurent au Québec (Canada). Jusqu'en 2020, la municipalité portait le nom de Saint-Simon. Elle avait d'abord été fondée sous le nom de Saint-Simon-de-la-Baie-du-Ha! Ha! en 1845.

## Histoire
Le premier colon de l'endroit est Régis Jean, originaire de Saint-Jean-Port-Joli, qui s'y est établi en 1796.
En 1823, la paroisse de Saint-Simon est fondée. Jusqu'en 1827, elle est desservie par les curés de Trois-Pistoles. Elle reçoit son premier curé résident en 1827. Le 10 décembre 1828, la paroisse est érigée canoniquement. Elle est érigée civilement le 12 février 1835. Ses registres paroissiaux sont ouverts en 1836,. L'abbé Germain Siméon Marceau est le premier curé de la paroisse de Saint-Simon de 1838 à 1872,. L'église actuelle est la première église de la paroisse et il s'agit de la plus vieille église de l'archidiocèse de Rimouski.
Le 1er juillet 1845, la municipalité de paroisse de Saint-Simon-de-la-Baie-Ha! Ha! est érigée,. Celle-ci est dissoute en 1847 lorsqu'elle fusionne avec d'autres municipalités avoisinantes pour former la municipalité du comté de Rimouski, division numéro 1. En 1848, le bureau de poste est ouvert sous le nom de « Saint-Simon-de-Rimouski ». En 1855, la municipalité de paroisse de Saint-Simon est créée,.
En 1865, la municipalité de Saint-Mathieu-de-Rioux est créée en se détachant du territoire de la municipalité de Saint-Simon.
Le 21 mars 2020, la municipalité de paroisse de Saint-Simon change son nom pour « Saint-Simon-de-Rimouski » et change de statut pour celui de municipalité,.

## Géographie
La municipalité de Saint-Simon-de-Rimouski se situe à mi-chemin entre Rivière-du-Loup et Rimouski sur la rive sud de l'estuaire du Saint-Laurent. Elle couvre une superficie de 75 km2,.
À partir de son crénon, dans l'est de la municipalité, la rivière Centrale en traverse le centre du nord-est vers le sud-ouest.
À partir de son crénon, dans le nord-est, le ruisseau Petite rivière du Nord de la Montagne coule vers le sud-ouest jusqu'à sa confluence avec la rivière centrale dans le nord-ouest de la municipalité.
À partir de son crénon, dans le nord-est, la rivière Porc-Pic coule vers le sud-est.

## Démographie
| 1861  | 1871  | 1881  | 1891 | 1901 | 1911 | 1921 | 1931 |
| ----- | ----- | ----- | ---- | ---- | ---- | ---- | ---- |
| 1 951 | 1 186 | 1 266 | 998  | 798  | 766  | 805  | 905  |

| 1941 | 1951 | 1956 | 1961 | 1966 | 1971 | 1976 | 1981 |
| ---- | ---- | ---- | ---- | ---- | ---- | ---- | ---- |
| 911  | 905  | 880  | 888  | 906  | 763  | 675  | 602  |

| 1986 | 1991 | 1996 | 2001 | 2006 | 2011 | 2016 | 2021 |
| ---- | ---- | ---- | ---- | ---- | ---- | ---- | ---- |
| 502  | 491  | 504  | 451  | 437  | 438  | 426  | 455  |

## Administration
Les élections municipales se font en bloc pour le maire et les six conseillers.
| Saint-Simon Maires depuis 2001                                                                                       |                     |                     |          |
| Élection | Maire               | Qualité             | Résultat |
| 2001 | Jérôme Rouleau      |                     | Voir     |
| 2005 | Jérôme Rouleau      | Voir                |          |
| 2009 | Jérôme Rouleau      | Voir                |          |
| 2013 | Wilfrid Lepage      |                     | Voir     |
| 2017 | Wilfrid Lepage      | Voir                |          |
| mai-août 2019 | Jacqueline D'Astous | Mairesse-suppléante | Voir     |
| 2019 | Richard Caron       |                     | Voir     |
| 2021 | Richard Caron       | Voir                |          |
| déc. 2022 | Denis Marcoux       |                     | Voir     |
| Élection partielle en italique Depuis 2005, les élections sont simultanées dans toutes les municipalités québécoises |                     |                     |          |

## Galerie

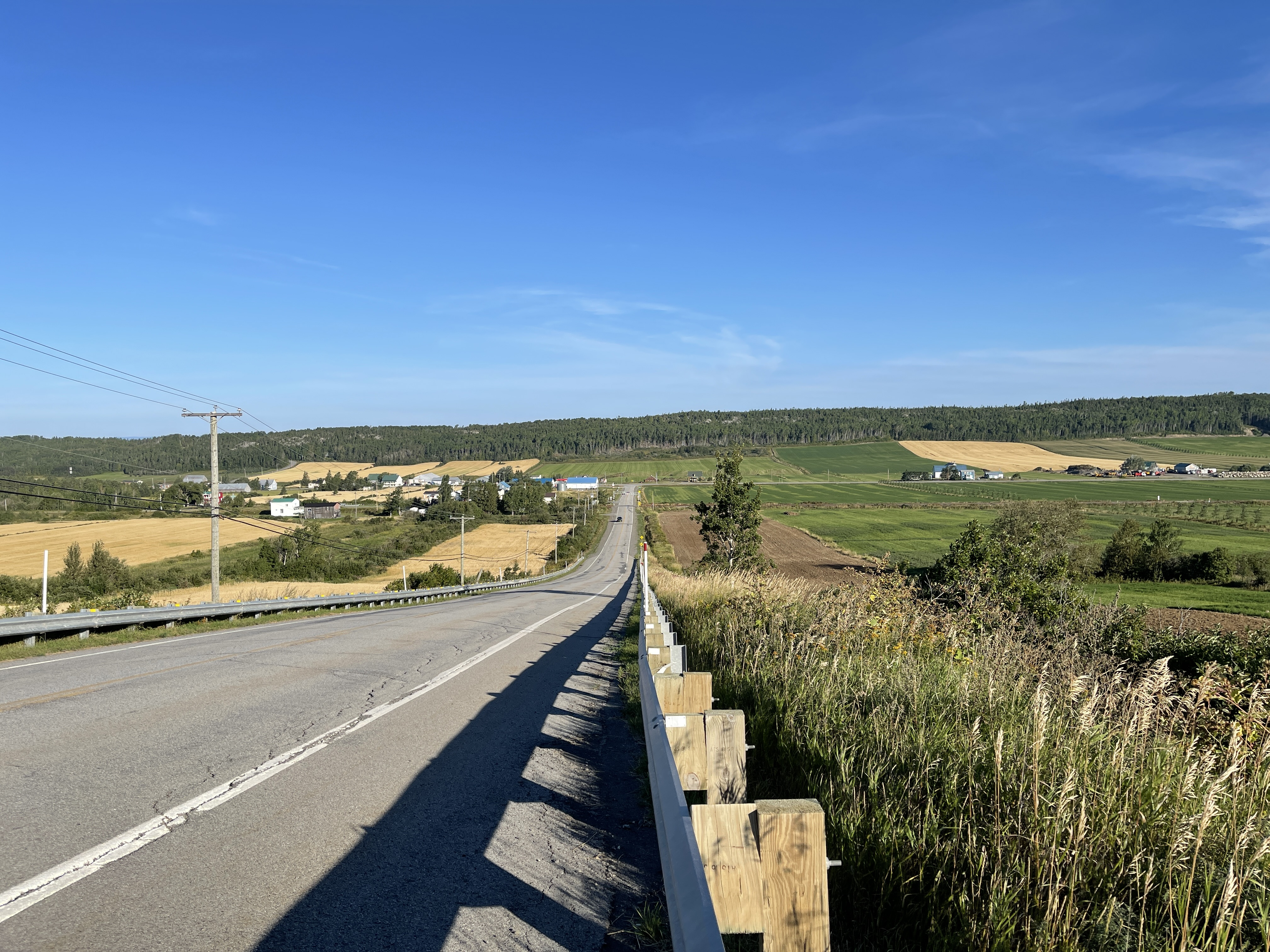
Monts Notre-Dame, Saint-Simon-de-Rimouski (2022).
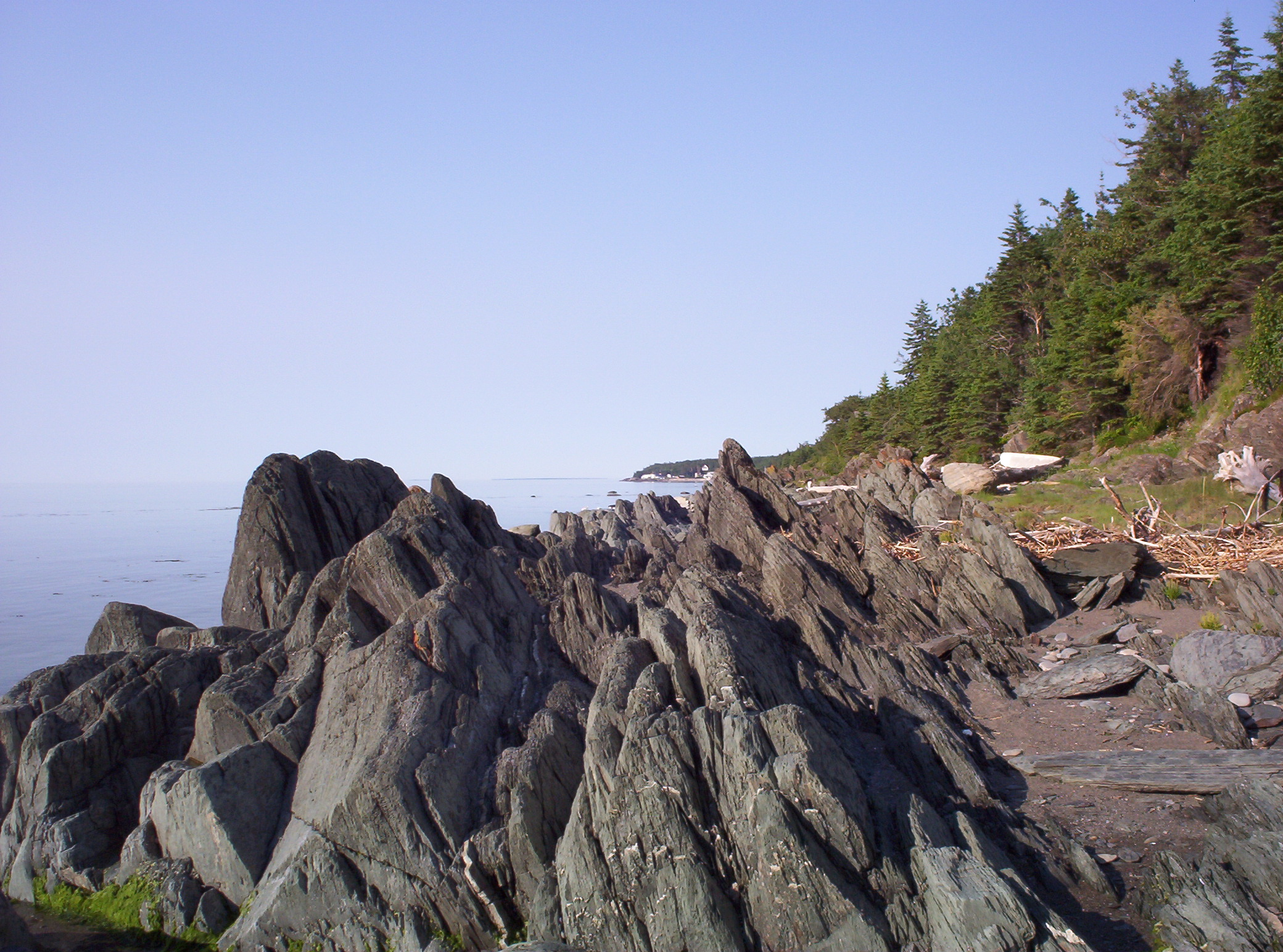
Vue des abords du fleuve Saint-Laurent à la hauteur de Saint-Simon-de-Rimouski.
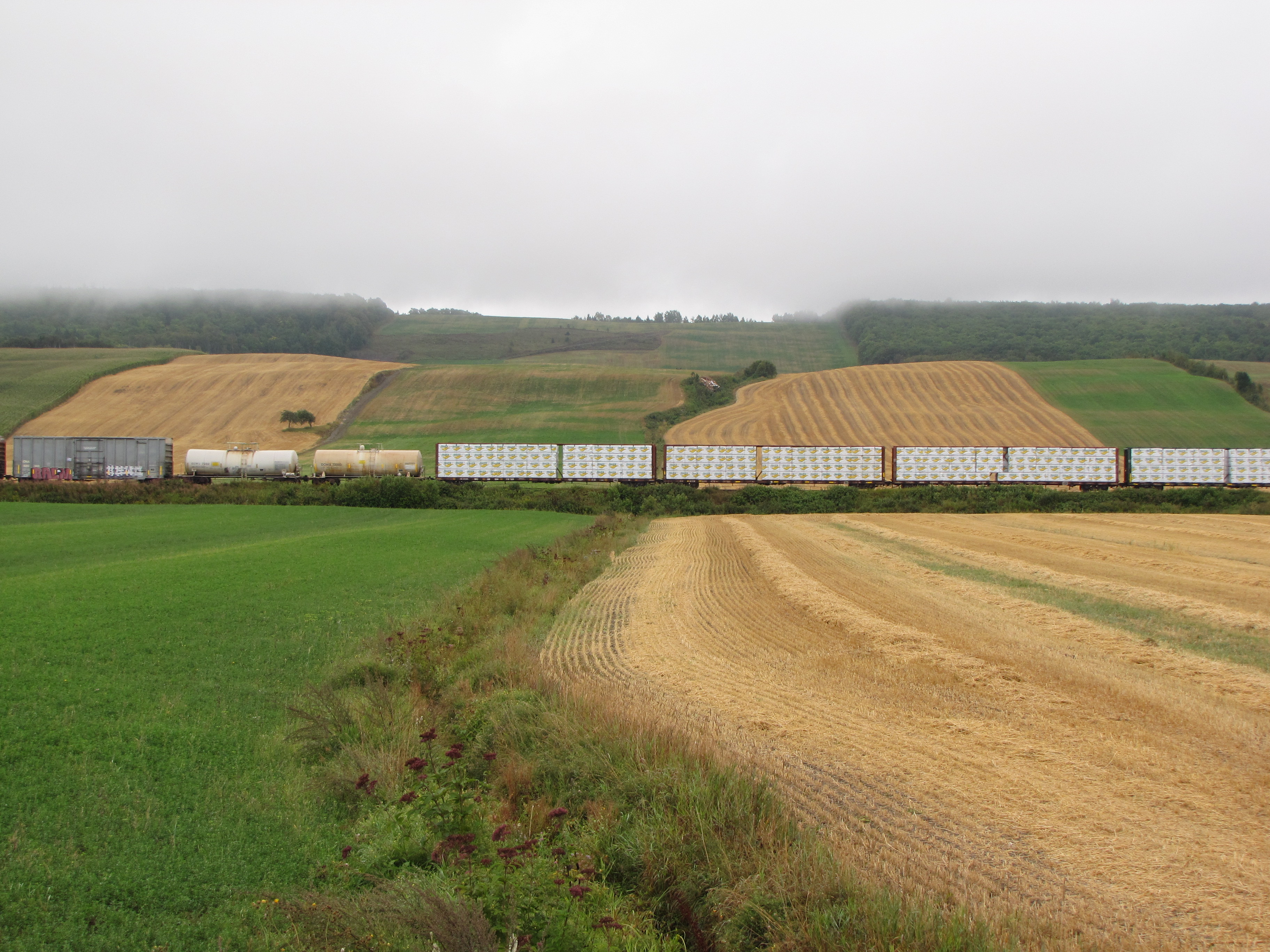
Train en circulation sur la voie ferrée à Saint-Simon-de-Rimouski en 2016.
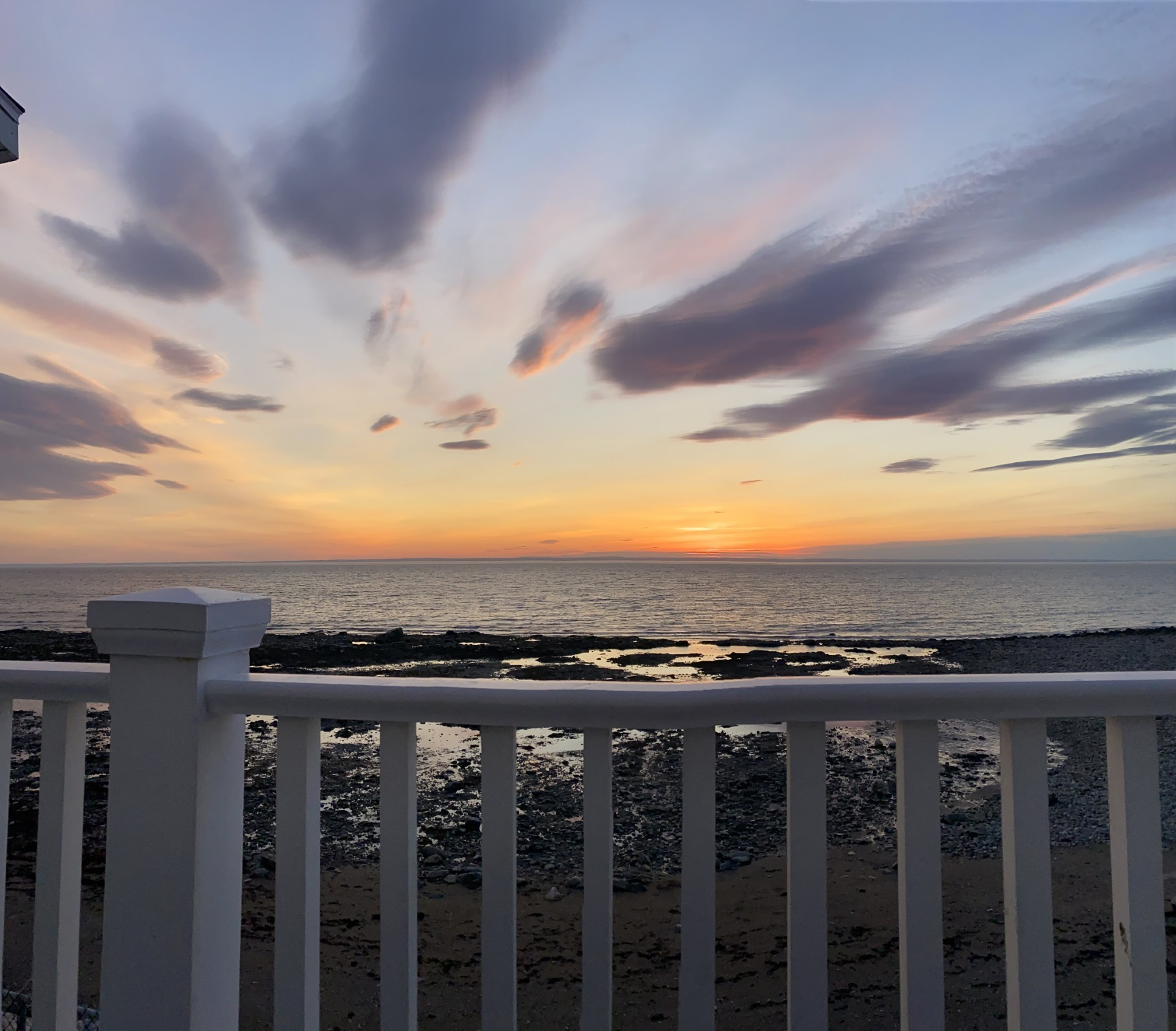
Vue du fleuve Saint-Laurent depuis Saint-Simon-Sur-Mer.